# Долинго, Борис Анатольевич
Борис Анатольевич Долинго (род. 3 декабря 1955 года, г. Коканд, Узбекская ССР) — российский писатель-фантаст.

## Биография
Окончил среднюю образовательную школу № 6 в Ашхабаде (Туркменская ССР). С 1975 года проживает г. Екатеринбурге (до 1992 г. — Свердловск). В 1979 году окончил Уральский государственный университет по специальности «физика», кафедра физики магнитных явлений. В 1985 году окончил факультет журналистики Общественного Университета Печати при газете «Вечерний Свердловск».
Работал инженером-исследователем в Свердловском НИИ Метрологии, затем в Городской Клинической Больнице Скорой Медицинской Помощи (инженер лаборатории радиоизотопной диагностики). После этого работал в коммерческих структурах: кооператив «Инфор-Ус» (председатель), директором компании «Апекс, Лтд.», региональным представителем по Уралу компании «Castrol CEE», исполнительным директором компании «Регион-трейд», директор журнала «GSM-экспресс», заместителем директора муниципального учреждения «Столица Урала» (отдел фандрайзинга). Ныне - директор Творческого Агентства (ТА) "Аэлита" (Электронное издательство "Аэлита"). Председатель правления Екатеринбургского отделения Союза писателей России.
Женился в 1985 году, сын Петр (1986).
Первая публикация – в 1990 году в сборнике по материалам фестиваля «Аэлита» — рассказ «Возможны варианты». Первая книга вышла в 2001 году.
Участвовал во многих конвентах фантастики — «Аэлита» (1989, 2001—2009 гг.), «Интерпресскон» (2001 и 2009 гг.), «Звёздный мост» (2001 г.), «Роскон» (2004—2010 гг.).
С 2002 года - председатель оргкомитета и главный организатор фестиваля фантастики «Аэлита». Организовал выпуск сборников фантастики молодых авторов при фестивале «Аэлита» (с 2004 г. выпущено 16 сборников). В 2007 году при издательстве БКИ (Екатеринбург) под редакцией Бориса Долинго выпущен сборник фантастики молодых авторов «Хранители миров».
С 2007 года является редактором раздела фантастики в журнале «Уральский следопыт».
Лауреат премии «Евразия» (2004 г., за фантастические произведения, сюжеты которых целиком или частично разворачиваются на Урале и Екатеринбурге); премии им. В. И. Бугрова (2008 г., за большую редакторскую, библиографическую, литературоведческую, критическую и составительскую работу в области фантастики); премии Орден «Рыцарь фантастики» — премия им. И. Г. Халымбаджи (2011 г., за большой вклад в развитие отечественного фэндома); премии «Малая бронзовая улитка» (2015 г. (премия конвента «Интерпресскон», Санкт-Петербург, за пропаганду фантастики и вклад в развитие фэн-движения); премия им. П.П. Бажова (2015 г., в номинации «Польза дела»); премии «Чаша круговая (2016 г., премия ЕО СПР за авторские достижения в жанре фантастики); премии «Планета Крым» им. Л.Н, Панасенко (2018 г., за гуманизм в фантастике); премии "Лауреат лауреатов (Супергран-при)" III Международного литературного фестиваля имени А. С. Пушкина (2021 г.).
Член Союза писателей России с 2004 года и Союза журналистов России с 2013 года. Почетный член Интернационального Союза писателей драматургов и журналистов (ИСП) с 2017года. С мая 2021 года - Председатель правления Екатеринбургского отделения Союза писателей России.
Основатель электронного издательства «Аэлита», где с 2013 года выпущено более 250 электронных книг.